# Nippon Series 2016
Die Nippon Series 2016, nach Sponsorenverträgen offiziell die SMBC Nippon Series 2016 (SMBC日本シリーズ2016), war die 67. Auflage der jährlichen Meisterschaftsfinalserie im japanischen Profibaseball. Die Hokkaidō Nippon Ham Fighters aus der Pacific League erreichten unter Hideki Kuriyama zum siebten Mal die Nippon Series. Zum siebten Mal in der Finale war auch ihr Gegner, den Hiroshima Tōyō Carp aus der Central League mit Manager Koichi Ogata. Die Fighters gewannen ihren dritten Titel mit vier zu zwei Spielen. Als MVP wurde der Third Baseman der Fighters Brandon Laird ausgezeichnet.

## Reguläre Saison und Playoffs
In der Central League kamen die Hiroshima Tōyō Carp mit einem Punktanzahl von 63,1 % auf dem ersten Platz, gefolgt von der Yomiuri Giants. Die Yokohama DeNA BayStars schafften den dritten Platz und damit die erste Teilnahme an der Climax Series seit 2005.
In der Pacific League schafften die Hokkaidō Nippon Ham Fighters einen kleinen Vorsprung vor den Fukuoka SoftBank Hawks, wobei beide Mannschaften über 60 % hatten. Auf dem dritten Platz kamen die Chiba Lotte Marines wie im Vorjahr.
| Central League |                        |    |    |   |        |     |
| #              | Team                   | S  | N  | U | PCT    | GB  |
| 1.             | Hiroshima Tōyō Carp    | 89 | 52 | 2 | 63,1 % | —   |
| 2.             | Yomiuri Giants         | 71 | 69 | 3 | 50,7 % | 17½ |
| 3.             | Yokohama DeNA BayStars | 69 | 71 | 3 | 49,3 % | 19½ |
| 4.             | Hanshin Tigers         | 64 | 76 | 3 | 45,7 % | 24½ |
| 5.             | Tōkyō Yakult Swallows  | 64 | 78 | 1 | 45,1 % | 25½ |
| 6.             | Chūnichi Dragons       | 58 | 82 | 3 | 41,4 % | 30½ |

| Pacific League |                              |    |    |   |        |    |
| #              | Team                         | S  | N  | U | PCT    | GB |
| 1.             | Hokkaidō Nippon Ham Fighters | 87 | 53 | 3 | 62,1 % | —  |
| 2.             | Fukuoka SoftBank Hawks       | 83 | 54 | 6 | 60,6 % | 2½ |
| 3.             | Chiba Lotte Marines          | 72 | 68 | 3 | 51,4 % | 15 |
| 4.             | Saitama Seibu Lions          | 64 | 76 | 3 | 45,7 % | 23 |
| 5.             | Tōhoku Rakuten Golden Eagles | 62 | 78 | 3 | 44,3 % | 25 |
| 6.             | Orix Buffaloes               | 57 | 83 | 3 | 40,7 % | 30 |

In der Climax Series (Spielbeginn First Stage in beiden Ligen 8. Oktober) setzten sich in beiden Ligen in der Final Stage die Erstplatzierten der regulären Saison durch.
| Climax Series Stage 1 | Climax Series Stage 1  | Climax Series Stage 1 |                              | Climax Series Stage 2 | Climax Series Stage 2        | Climax Series Stage 2 |  |   | Nippon Series       | Nippon Series | Nippon Series |
|                       |                        |                       |                              |                       |                              |                       |  |   |                     |               |               |
| 2                     | Yomiuri Giants         | 1                     |                              | 1                     | Hiroshima Tōyō Carp          | 3+1                   |  |   |                     |               |               |
| 3                     | Yokohama DeNA BayStars | 2                     |                              | 3                     | Yokohama DeNA BayStars       | 1                     |  |   |                     |               |               |
| Central League        |                        |                       |                              |                       |                              |                       |  |   |                     |               |               |
|                       |                        |                       |                              |                       |                              |                       |  | 1 | Hiroshima Tōyō Carp | 2             |               |
|                       |                        | 1                     | Hokkaidō Nippon Ham Fighters | 4                     |                              |                       |  |   |                     |               |               |
|                       |                        |                       |                              |                       |                              |                       |  |   |                     |               |               |
| 2                     | Fukuoka SoftBank Hawks | 2                     |                              | 1                     | Hokkaidō Nippon Ham Fighters | 3+1                   |  |   |                     |               |               |
| 3                     | Chiba Lotte Marines    | 0                     |                              | 2                     | Fukuoka SoftBank Hawks       | 2                     |  |   |                     |               |               |
| Pacific League        |                        |                       |                              |                       |                              |                       |  |   |                     |               |               |

## Spielübersicht

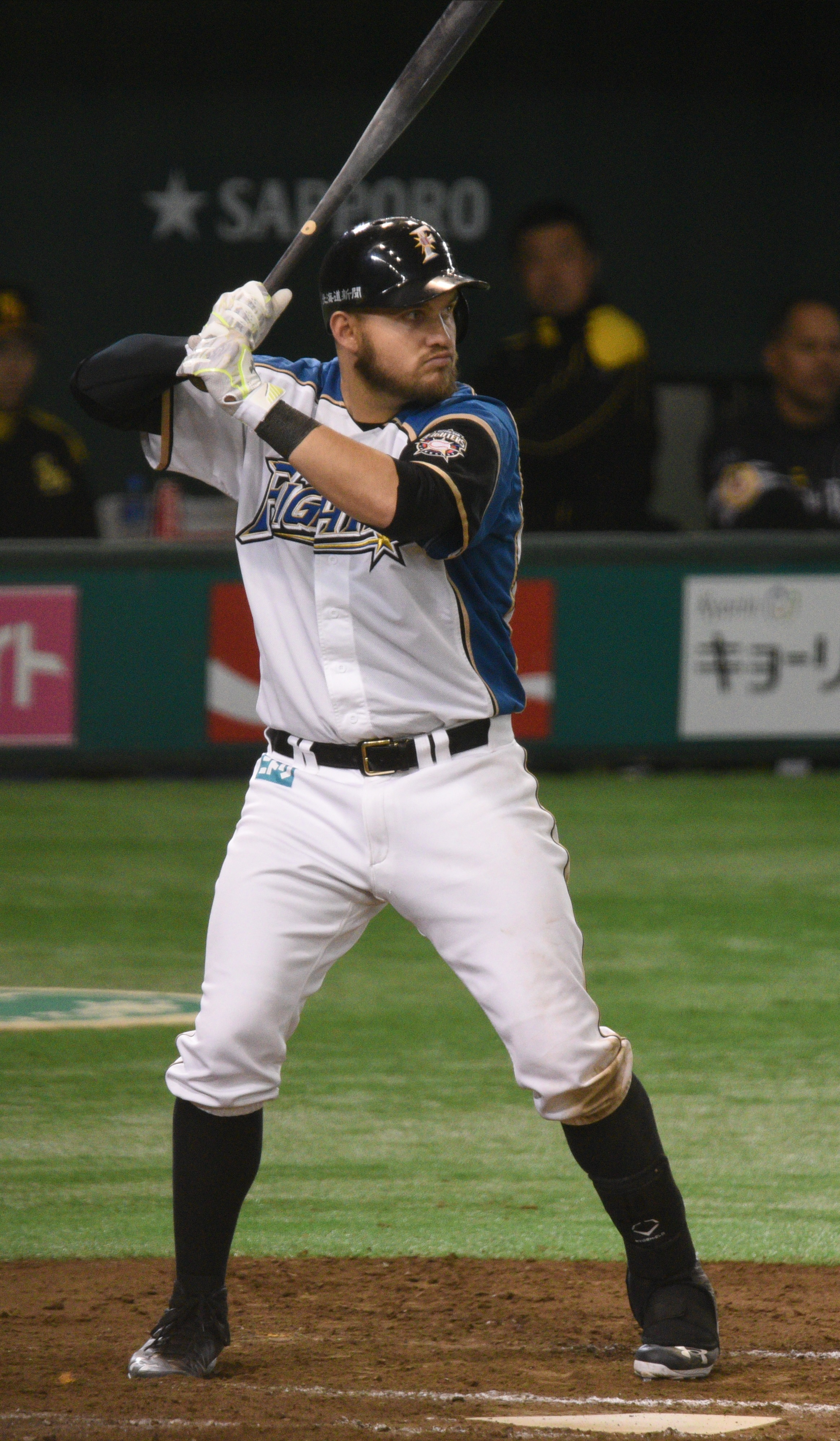
MVP Brandon Laird

In sechs Spielen bezwangen die Hokkaidō Nippon Ham Fighters den Hiroshima Tōyō Carp.
| Spiel                           | Datum       | Gast                         | Ergebnis | Heim                         | Gesamtstand | Ort                     | Spielzeit | Zuschauer | Boxscore |
| ------------------------------- | ----------- | ---------------------------- | -------- | ---------------------------- | ----------- | ----------------------- | --------- | --------- | -------- |
| 1                               | 22. Oktober | Hokkaidō Nippon Ham Fighters | 1–5      | Hiroshima Tōyō Carp          | 0–1         | Mazda Zoom-Zoom Stadium | 3:39      | 30.619    | [ 1 ]    |
| 2                               | 23. Oktober | Hokkaidō Nippon Ham Fighters | 1–5      | Hiroshima Tōyō Carp          | 0–2         | Mazda Zoom-Zoom Stadium | 3:18      | 30.638    | [ 2 ]    |
| 3                               | 25. Oktober | Hiroshima Tōyō Carp          | 3–4 (10) | Hokkaidō Nippon Ham Fighters | 2–1         | Sapporo Dome            | 3:51      | 40.503    | [ 3 ]    |
| 4                               | 26. Oktober | Hiroshima Tōyō Carp          | 1–3      | Hokkaidō Nippon Ham Fighters | 2–2         | Sapporo Dome            | 3:30      | 40.599    | [ 4 ]    |
| 5                               | 27. Oktober | Hiroshima Tōyō Carp          | 1–5      | Hokkaidō Nippon Ham Fighters | 2–3         | Sapporo Dome            | 3:32      | 40.633    | [ 5 ]    |
| 6                               | 29. Oktober | Hokkaidō Nippon Ham Fighters | 10–4     | Hiroshima Tōyō Carp          | 4–2         | Mazda Zoom-Zoom Stadium | 4:01      | 30.693    | [ 6 ]    |
| Fighters gewinnt die Serie 4–2. |             |                              |          |                              |             |                         |           |           |          |